# Bardă

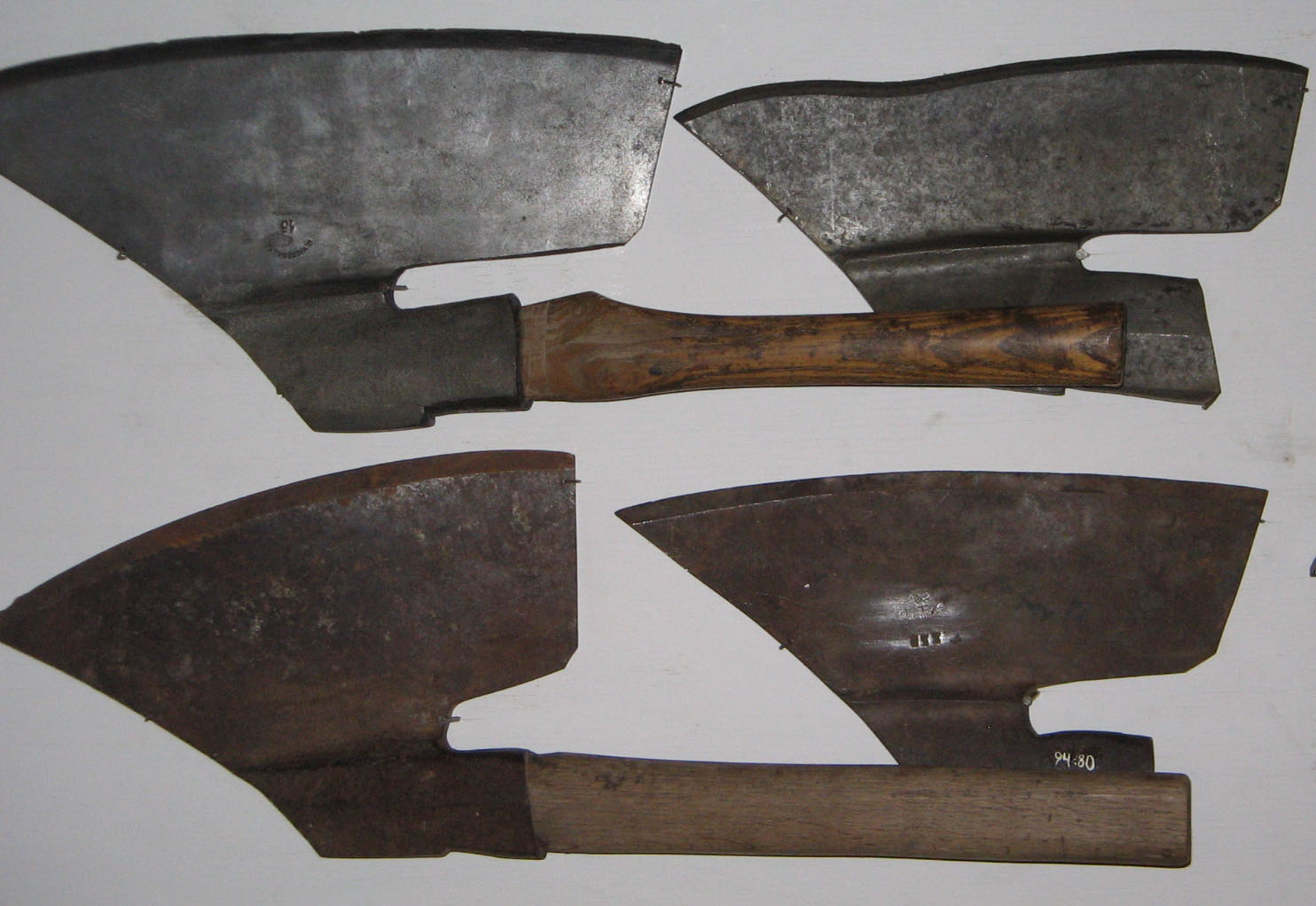
Diverse bărzi

Barda (pl: bărzi) este o unealtă de mână pentru fasonarea lemnului prin lovire (cioplit), asemănătoare unei securi, cu o lamă foarte lată având coada de lemn scurtă de circa 50 până la 70 cm. A fost folosită în trecut în special de către dulgheri pentru fasonatul trunchiurilor de lemn rotund în grinzi cu secțiune pătrată sau dreptunghiulară. Astăzi, barda are o mai mică semnificație practică, deoarece fabricile de cherestea au preluat complet acest rol.

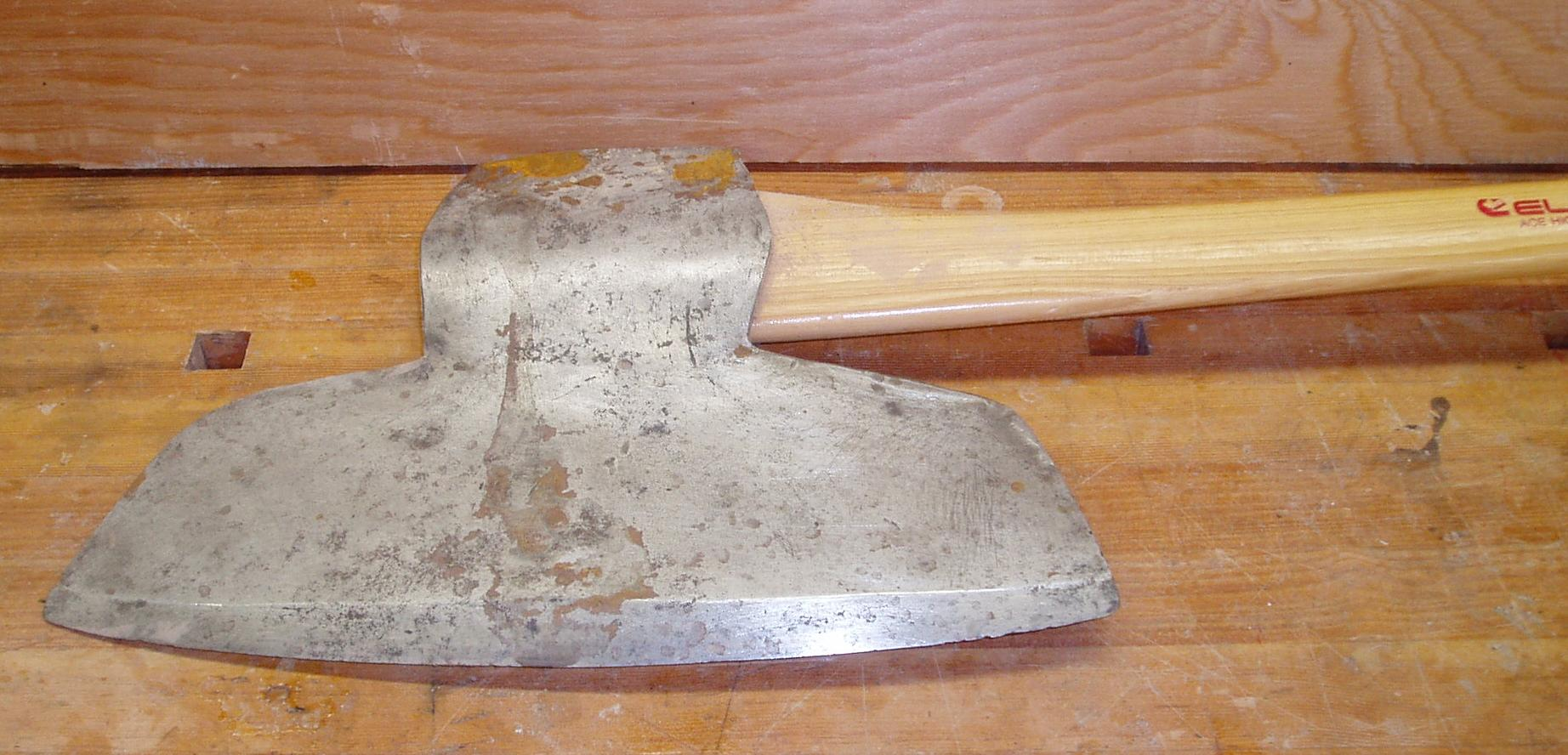
Bardă pentru mâna dreaptă cu lama poziționată spre dreapta

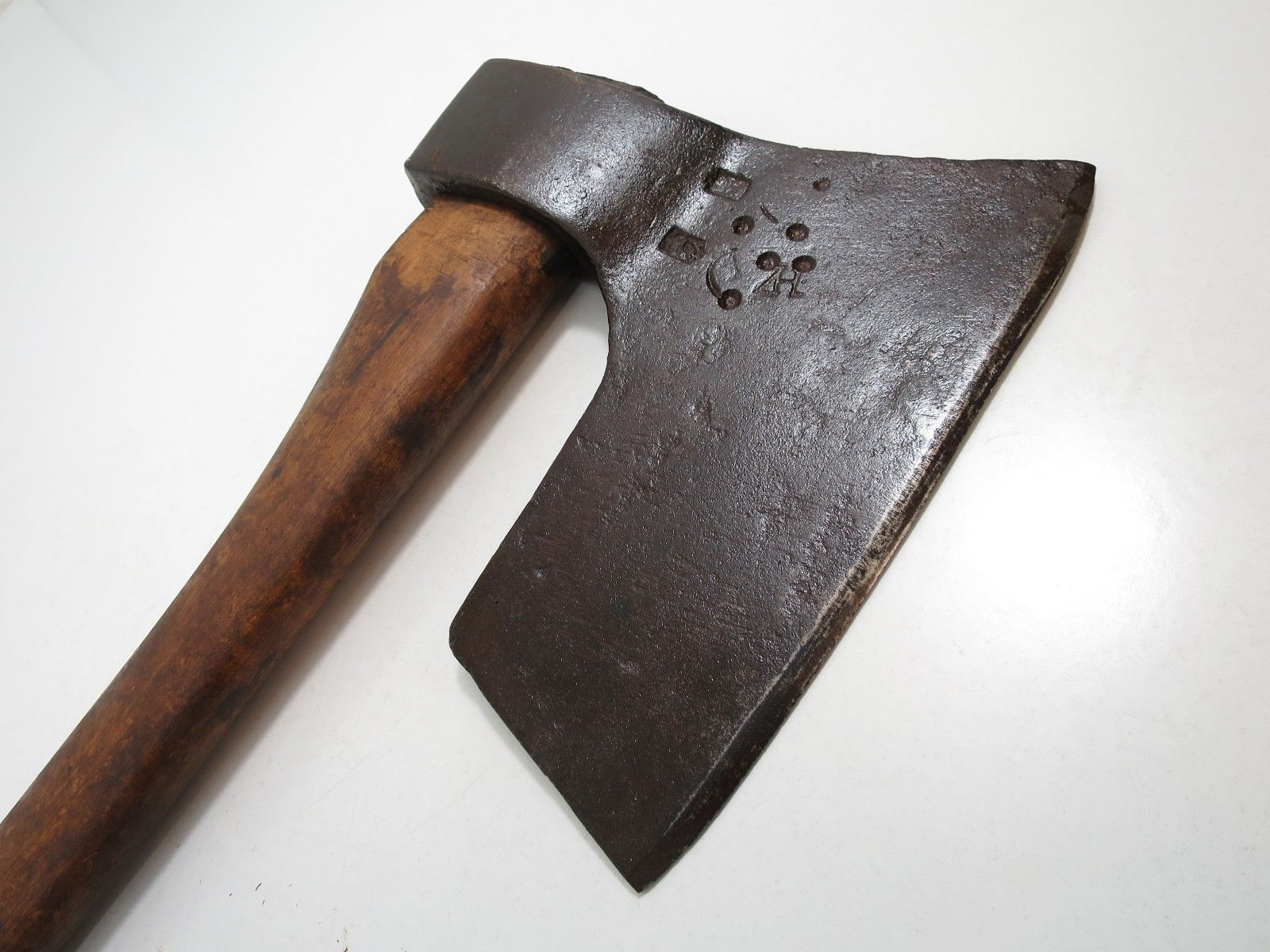
Bardă pentru mâna stângă cu lama poziționată spre stânga

Barda diferă de alte topoare și securi prin capul care este mai masiv iar lama tăietoare este de o parte a capului. Axa mânerului face un unghi cu axa de tăiere, capătul liber al cozii depărtându-se de planul de tăiere pentru protejarea împotriva rănirii a mâinii care o ține. Din această cauză există versiuni de bardă pentru mâna dreaptă și altele pentru mâna stângă.
Muchia de tăiere este șlefuită pe partea către care este îndreptat mânerul. Unghiul de ascuțire ß trebuie să fie de aproximativ 17°. Mai există tâmplari și dulgheri care știu să folosească o bardă pentru reconstrucția unor clădiri întregi de paiantă, acest mod de lucru fiind din nou promovat. 

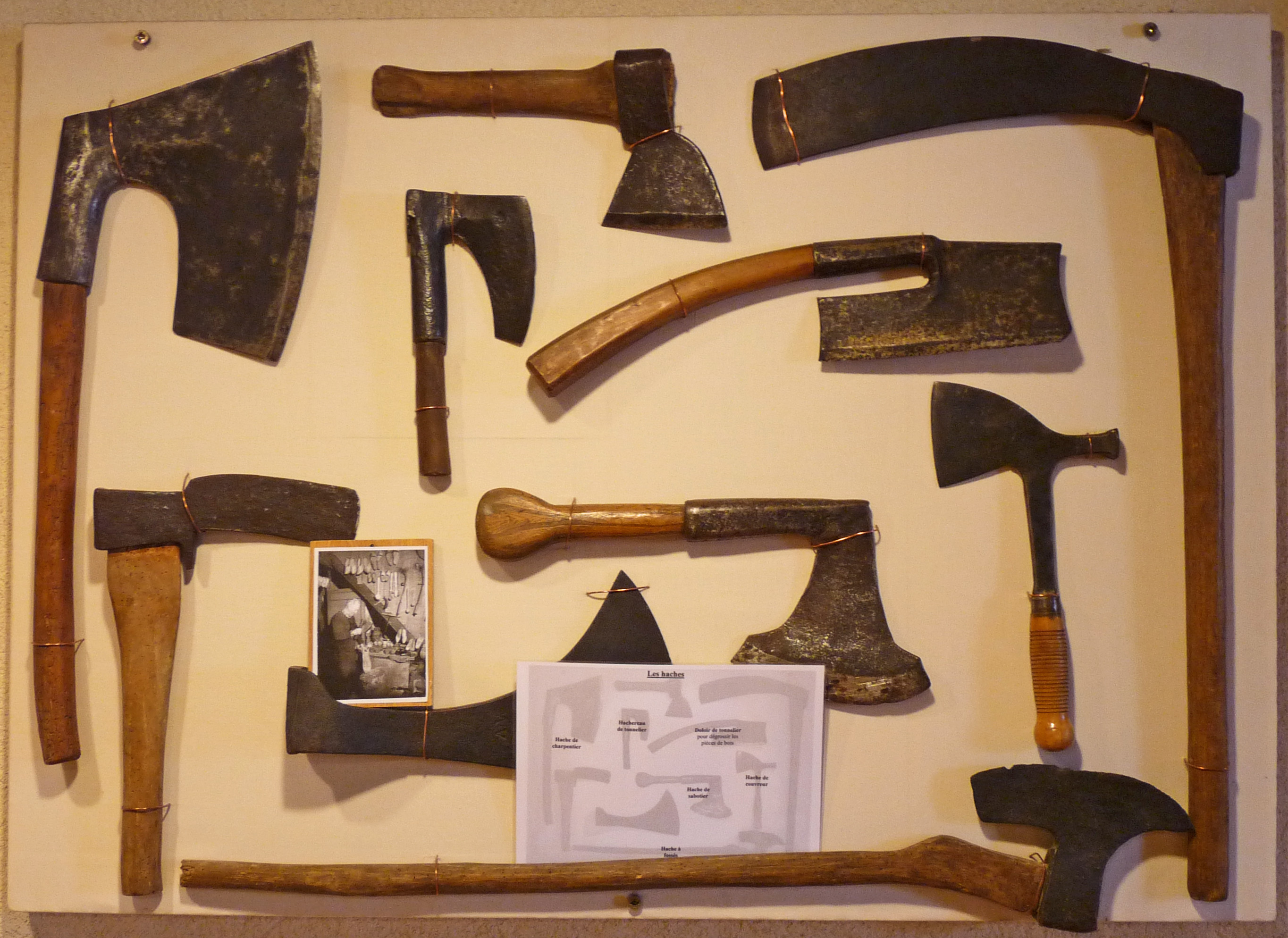
Diverse bărzi și topoare franceze
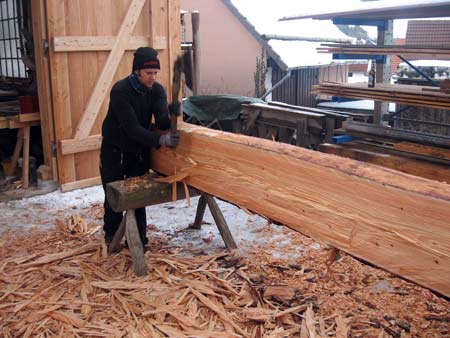
Lemn rotund (buștean) fasonat cu barda
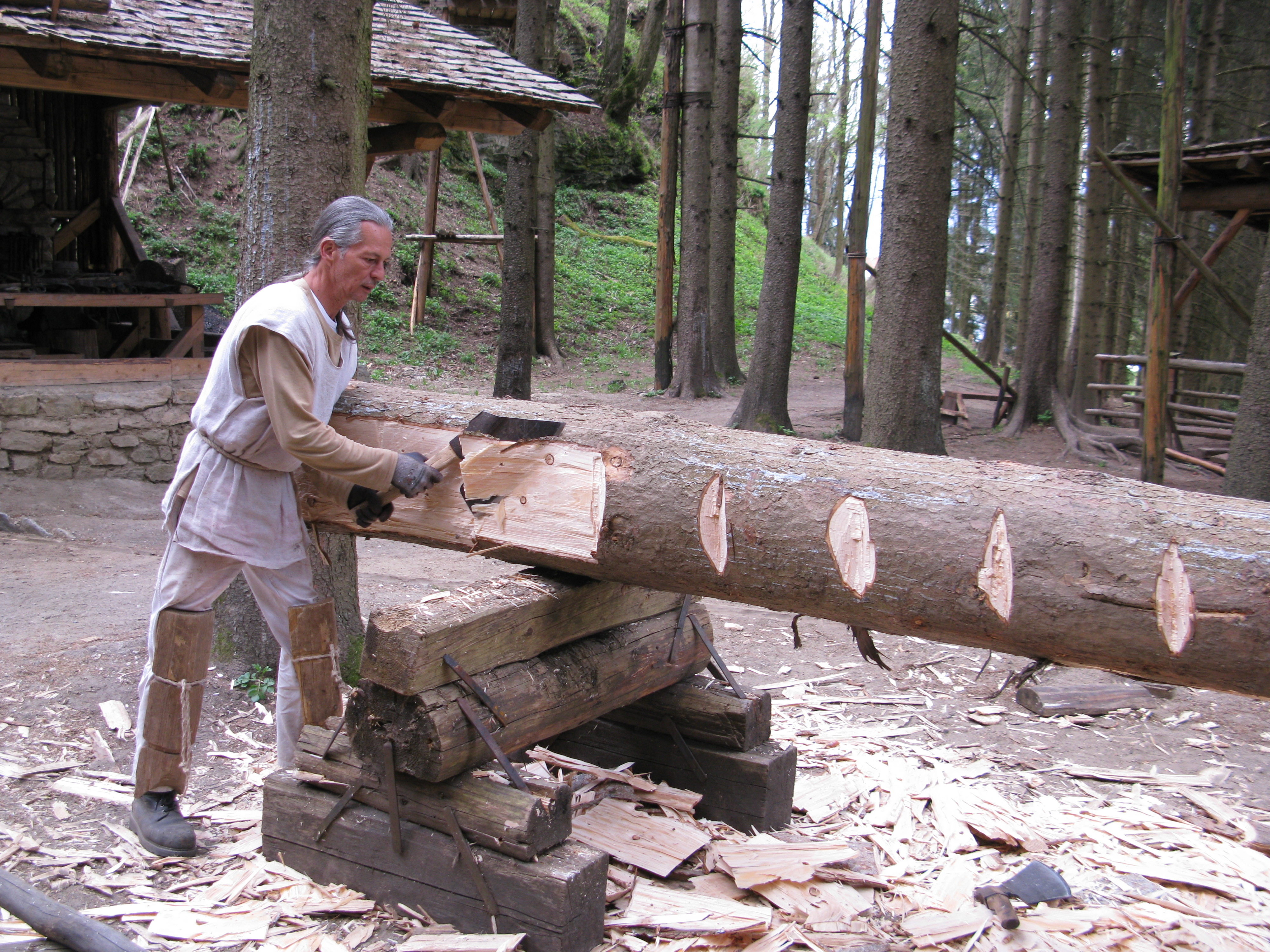
Buștean fasonat cu barda